# Senadin Duraković
Senadin Duraković (Stolac, Bosna i Hercegovina, 23. veljače 1937. –  Zagreb, Hrvatska, 22. ožujka 2017.) bio je hrvatski znanstvenik, biotehnološki inženjer, stručnjak za mikrobiologiju i mikotoksikologiju u prehrambenoj industriji, profesor emeritus Sveučilišta u Zagrebu.

## Djela

### Udžbenici
- Prehrambena mikrobiologija (1991.)
- Opća mikrobiologija (1996.)
- Primijenjena mikrobiologija (1996.)
- Specijalna mikrobiologija (2000.)
- Mikrobiologija namirnica. Osnove i dostignuća (2001.)
- Mikologija u biotehnologiji (2003.)
- Priručnik za rad u mikrobiološkom laboratoriju (1997.)

### Istaknutiji znanstveni radovi
- „Effect of Temperature and Moisture on Growth and Aflatoxin Formation by Fungi Cultured on Corn” (suautor). Periodicum biologorum, 89 (1987.) 1, str. 45–52.
- „The Use of New Synthetized Analogues of Dehydroacetic Acid to Control Ochratoxin A Accumulation” (suautor). Ibid., 91 (1989.) 1, str. 3–11.
- Prehrambena mikrobiologija. Zagreb. 1991.